# Mikrofarbcode
Der Mikro-Farbcode ist ein mikroskopisch kleines, für das bloße Auge unsichtbares Sicherheitsmerkmal, das zur Produktsicherung gegen Produktpiraterie und zur Authentifizierung eines Produktes als Original eingesetzt wird.

## Technische Angaben
Die Basis der Mikro-Farbcodes bilden mikroskopisch kleine und widerstandsfähige Melamin-Alkyd-Polymere in einer Größenordnung von zwischen fünf und 45 Mikrometern. Der Mikro-Farbcode hat in seiner Reinform die Konsistenz eines sehr feinen Pulvers. In diesem Zustand wird es verschiedenen Übertragungsmedien beigemengt. Auch Tiere und Pflanzen können mit Mikro-Farbcodes identifiziert werden. Mikro-Farbcodes sind thermisch und chemisch beständig. Langfristig halten sie Temperaturen bis 200, kurzfristig bis 305 Grad Celsius stand; für den Bruchteil von Sekunden überstehen sie Hitzeentwicklungen über 2.500 Grad Celsius. Die Mikro-Farbcodes sind unempfindlich gegenüber organischen Lösemitteln und Chemikalien wie Säuren, Laugen und Verdünner. Ausgenommen sind konzentrierte heiße Säuren wie Salpeter-Schwefelsäure und Kalilauge. Mikro-Farbcodes werden mit der so genannten „Sandwich Methode“ hergestellt. Die Codes bestehen aus vier bis elf unterschiedlichen Farbschichten, die als Normal-, Ultraviolett- oder Infrarotfarben dargestellt werden und mit magnetischen Eigenschaften ausgestattet sein können. Die Kombination der verschiedenen Farben, ihre Anordnung und die Dicke der Schichten ergeben einen individuellen Produktcode. Insgesamt können über 4,35 Milliarden verschiedene Mikro-Farbcodes gebildet werden; bei der Kombination von zwei Codes mit je elf Schichten ist die Anzahl der möglichen Farbcodes praktisch unbegrenzt.

## Herstellung
Bis zu 40 Arbeitsschritte sind auf Maschinen in einer Größenordnung von mehr als 27 Metern erforderlich, die eigens zur Herstellung der Mikro-Farbcodes entwickelt wurden. Die Größe der zur Produktion benötigten Maschinen stellt für Fälscher eine praktisch unüberwindbare Hürde dar. Veränderungen im Produktionsablauf verhindern zusätzlich eine spätere Analyse des Basismaterials. Das genaue Produktionsverfahren ist streng gehütetes Geheimnis des Herstellers. Auch die Patente geben nur einen fragmentarischen Einblick in den Produktionsprozess.

## Applikation
Mikro-Farbcodes werden entweder direkt auf das Produkt aufgebracht oder aber mit anderen Produkten vermischt. Unter anderem können die Codes mit Klarlacken, Klebern, Harzen, Pasten, gelösten Polymeren, Flüssigkeiten, Pulvern und Granulaten vermischt oder in Polyesterfäden eingearbeitet werden. Die Codes werden im Offsetdruck, Tiefdruck, Buchdruck, Flexodruck, Siebdruck und Tampondruckverfahren appliziert, mit dem Pinsel, im Spritzvorgang und in Lackwerken verarbeitet oder im Heißtransfer übertragen. Ebenfalls möglich ist die Aufbringung mittels Dispenser. So lassen sich die Mikro-Farbcodes auf beinahe allen Feststoffen wie Metall, Kunststoff, Papier, Glas, Aluminium und Textilien anbringen. Bei Schüttgütern und Flüssigkeiten werden die Farbcodes direkt beigemengt. Das betrifft beispielsweise die Einbringung der Produktsicherung in Futtermittel, Beton, Sondermüll oder Explosivstoffe.

## Einsatzmöglichkeiten
In der pharmazeutischen Industrie können beispielsweise Primär- und Sekundärverpackungen mit Mikro-Farbcodes gekennzeichnet werden. Das beinhaltet Faltschachteln, Tuben, Blister, Verschlüsse sowie Beipackzettel. Im Maschinen- und Anlagenbau liefern die Farbcodes den Identitätsnachweis für einzelne Maschinenteile wie Aggregate, Kompressoren, Kugellager, Ersatzteile und Präzisionswerkzeuge. Für die Automobil- und Flugzeugbranche ist die Sicherung von Zuliefererprodukten wie fälschungsanfälligen Bremsbelägen und Filtern besonders wichtig. In der Textilbranche und bei Sportartikelherstellern werden mit Mikro-Farbcodes codierte Sicherheitsetiketten oder Polyesterfäden eingesetzt. Ein weiterer Anwendungsbereich ist die Sicherung von Dokumenten. Urkunden, Zeugnisse, Wertpapiere, Verträge, Pläne und Transportpapiere werden fälschungssicher ausgestellt. Des Weiteren können herkömmliche Produktsicherungssysteme wie Siegel, Etiketten oder Hologramme zusätzlich durch Mikro-Farbcodes gesichert werden. Auch die Rückverfolgbarkeit von Produkten wird durch Mikro-Farbcodes gesichert. Eine Kombination aus Track & Trace Merkmalen (z. B. Barcode, Data Matrix Code oder RFID) und Mikro-Farbcodes deckt die gesamte Logistik hinsichtlich Traceability und Fälschungssicherheit ab.

## Identifizierung
Mikro-Farbcodes sind für das bloße Auge unsichtbar. Sie können mit einem einfachen Stabmikroskop oder mit einem automatischen Lesegerät identifiziert werden. Datenbanken geben Auskunft über die Identität und die Lieferwege eines Produktes. Die Identifikation eines zusätzlich aufgebrachten Mikro-Farbcodes gewährleistet die Originalität des Traceability-Merkmals und des Produktes.

## Rechtssicherheit
Bei einem Garantieanspruch oder einem Anspruch aus der Produkthaftung ist es in der Regel schwer, langwierig und kostenintensiv, vor Gericht eine Fälschung nachzuweisen.
Mit einem Mikro-Farbcode gekennzeichnete Produkte können direkt vor Ort als Original identifiziert werden. Jede Zolldienststelle, jede Prüfstelle in Unternehmen kann die Echtheit von Produkten sogleich feststellen. Fälschungen ohne Kennzeichnung werden sofort als solche entlarvt. Gerichtsverfahren können somit schnell abgeschlossen werden.
Die Mikro-Farbcodes sind seit über zehn Jahren fälschungssicher. Die Mikro-Farbcodes werden international vor Gericht als Beweismittel anerkannt und können daher global zur Verteidigung von gewerblichen Schutzrechten und zur Abwehr von ungerechtfertigten Schadensersatzklagen beziehungsweise Produkthaftungsklagen eingesetzt werden.